# Viktor Kollanda

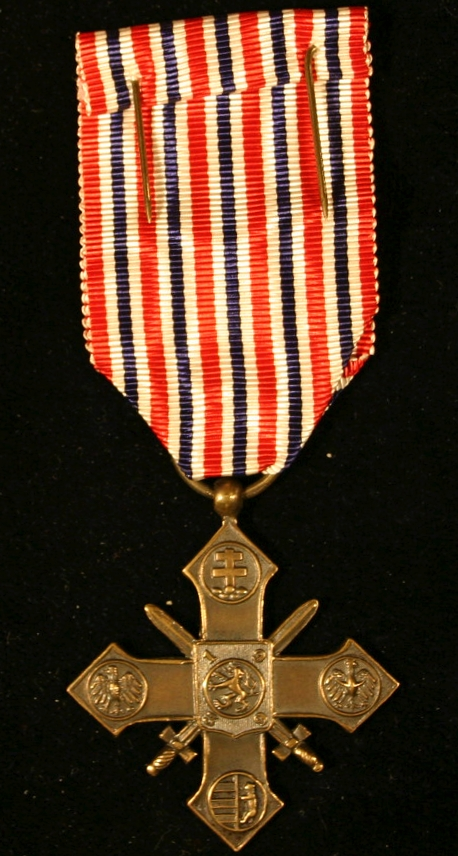
čs.válečný kříž

Viktor Kollanda (13. srpna 1902 Bystřička – 9. listopadu 1944 Dolní Bečva) byl důstojník československé armády, významný člen protektorátního odboje.
Podplukovník Viktor Kollanda byl jednou z nejvýznamnějších osobností největší protektorátní odbojové skupiny na Moravě soustředěné okolo Josefa Sousedíka ve Vsetíně. Byl jednou z hlavních postav její vojenské a zpravodajské části již od počátku okupace. Během války působil jako vrchní tajemník okresního úřadu ve Vsetíně. Prostřednictvím zaměstnankyně policejního úřadu zajišťoval falešné doklady a cizinecké pasy. Organizoval ilegální přechody osob přes Slovensko na západní i východní frontu přes vojenský útvar ve Zvolenu.. Pravděpodobně od roku 1942 spolupracoval s vojenskou zpravodajskou službou v Londýně prostřednictvím radiostanice ENLA a později navázal kontakt s vojenskou spojkou č. 13 – Julií Táborskou ze Zlína-Malenovic. Jako vyšší důstojník horských praporů specializovaný v topografii, měl jeho přínos pro přípravu vojenského povstání na Valašsku v létě 1944 zřejmě klíčový význam. 
Viktor Kollanda byl nacisty veřejně oběšen na Dolní Bečvě 9. listopadu 1944.

## Život
Viktor Kollanda se narodil 13. srpna 1902 v Bystřičce u Vsetína a své dětství prožil v Huslenkách, kde navštěvoval obecnou školu a bydlel na lesním revíru v Kýchové. Po obecné škole absolvoval osmileté gymnázium ve Valašském Meziříčí a po maturitě 20. června 1921 nastoupil základní vojenskou službu v Kroměříži. Po přísaze se stal frekventantem prestižní vojenské akademie v Hranicích na Moravě, kterou dokončil v roce 1923. Jako důstojník 1. horského praporu nejdříve nastoupil do Turčanského sv. Martina na Slovensko. Poté byl umístěn k hraničářskému praporu ve Fryštátě – Karviné, kde působil jako velitel tělesné a mravní výchovy. Od podzimu 1930 do jara 1933 byl v hodnosti kapitána ustanoven jako stálý učitel důstojníků v záloze v Opavě. V květnu 1933 byl  převelen k hraničářskému praporu v Žamberku. Na podzim 1936 byl přemístěn do Hranic na Moravě, kde získal hodnost štábního kapitána a působil jeden rok jako instruktor výcvikového střediska akademie. Poté byl opět převelen na Slovensko jako velitel roty k 32. Gardskému pluku do Košic. Poslední vojenskou posádkou byl Prešov, kde velel náhradní rotě až do vzniku Slovenského štátu 14. března 1939. Brzy poté se vrátil na Moravu .

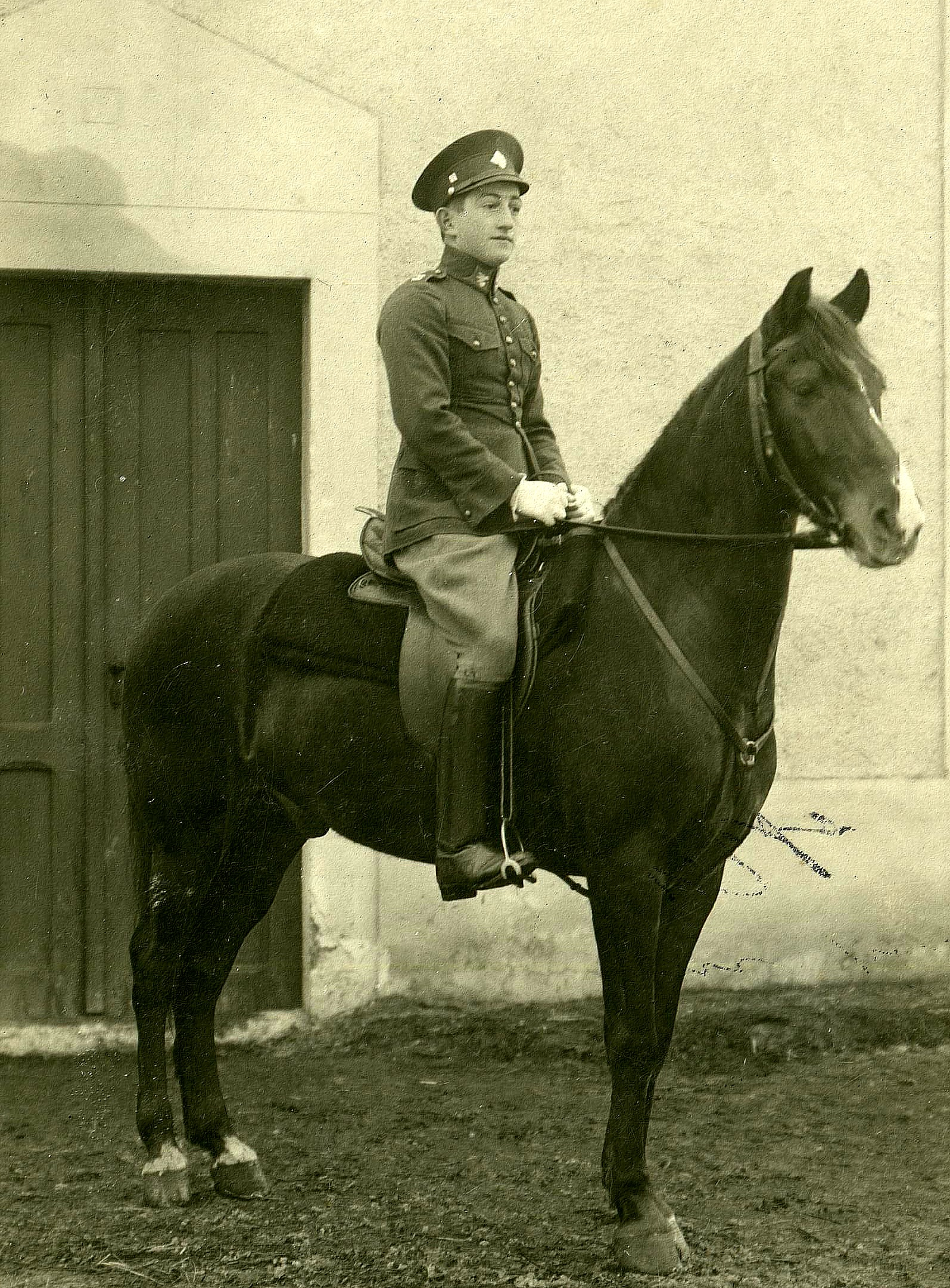
absolventské foto 1924

## Obrana národa
Po okupaci vlasti začal škpt. Kollanda spolupracovat s jednou z nejvýznamnějších osobností celého protektorátního odboje na Moravě, továrníkem, politikem, starostou Vsetína a vynálezcem Josefem Sousedíkem. Společně s Vladimírem Drápalou a dalšími odbojáři začali působit ve Vsetíně v celostátní organizaci  čs. důstojníků – Obraně národa. Již v červnu 1939 zajistil osobně Kollanda  odvoz zbraní z likvidujících vojenských posádek ve Valašském Meziříčí, Frýdku-Místku a také skladu v Rajnochovicích. Později začal škpt. Viktor Kollanda pracovat jako vrchní tajemník na okresním úřadě ve Vsetíně. Prostřednictvím zaměstnankyně policejního a ohlašovacího úřadu, zde vydával falešné doklady a cizinecké pasy. Zejména pomocí převaděčů z Velkých Karlovic zajišťoval ilegální přechody osob přes Slovensko. Díky této činnosti emigrovalo na východní i západní frontu mnoho našich vlastenců a vojáků. Záchytným bodem na Slovensku byl Zvolen, odkud vedla cesta přes Maďarsko na východ, nebo přes Jugoslávii na západ.

## Radiostanice ENLA
Podle písemné zprávy elektrotechnika Josefa Kubičíka ze Vsetína (z roku 1969 zabavené StB) se Josefu Sousedíkovi podařilo navázat rádiové spojení s Londýnem již počátkem roku 1942. Telegrafistkou byla úřednice z Frýdku-Místku Radnouzská a vyvolávacím znakem vysílačky bylo slovo ENLA. Kollanda poté pověřil vedoucího elektrotechnika zbrojovky Vsetín Ing. Kolesnikova, aby  zhotovili  další dvě nové radiostanice. Jedna z nich byla osobně Kollandou převezena na Slovensko poblíž Lázní Lubochňa, kde se shromažďovaly špionážní informace ze zbrojovek např. v Podbrezové, Nového Mesta nad Váhom atd. Od tohoto období a zejména v roce 1943  začal Sousedík s Kollandou zpracovávat a odesílat důležité depeše do Londýna, Prahy (pravděpodobně také Brna). Postupně byly získány kontaktní osoby na všech poštách a četnických stanicích Vsetínského okresu. Činnost německých bezpečnostních složek a její zprávy byly průběžně monitorovány. Prostřednictvím telefonní ústředny ve Vsetíně, byla kontrolována také činnost služeben gestapa. Veškeré důležité hlášení byly podávány strážmistrovi Miroslavu Klimkovi, který shromažďoval informace od všech bezpečnostních složek a předával velmi důležité informace přímo Josefu Sousedíkovi. Národní umělec Karel Höger ve svých poznámkách uvedl, že přivážel z Prahy šifrované dokumenty – Kollanda 036 a Eva 036, spojce vojenské zpravodajské služby č. 13 Julii Táborské ze Zlína-Malenovic. Od dubna 1944 spolupracovala Sousedíkova skupina také s paradesantní jednotkou Clay-Eva z Londýna. Jejím hlavním úkolem byla příprava vojenského povstání na Valašsku, které mělo navázat na Slovenské národní povstání a rozšířit se postupně na celou východní Moravu.

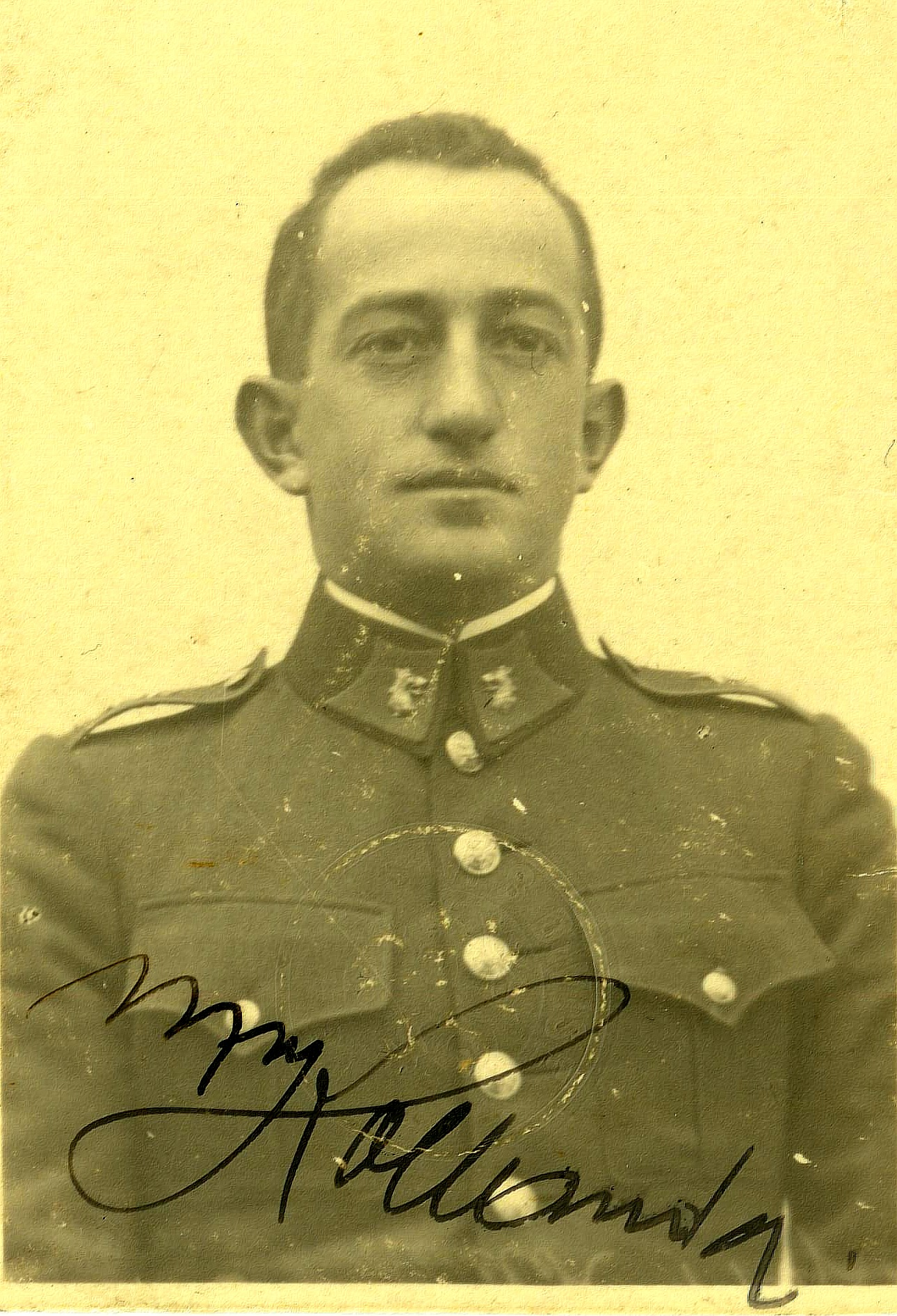
Nadporučík Kollanda 1928

## Desant CLAY – příprava „Valašského povstání“
K největšímu rozvoji veškeré odbojové činnosti nejen ve Vsetínském okrese došlo počátkem dubna 1944. Na pomoc odboji byla vysazena u Holešova paradesantní jednotka CLAY-EVA Antonína Bartoše, která navázala kontakt s npor. Otakarem Wollnerem ze Vsetína, který se stal jeho styčným důstojníkem. Clay začala postupně iniciovat vznik dalších odbojových skupin na Moravě. Benešova vláda i čs.komunisté v Moskvě dlouhodobě plánovali povstání na Slovensku, které se mělo poté rozšířit i na Valašsko. Tímto hlavním a zásadním způsobem mělo dojít k ochromení zásobovacího týlu Německa a jeho definitivní porážce. Důstojníci ze Vsetína a Valašského Meziříčí již delší dobu podrobně zpracovávali podrobné vojenské informace celého okresu. Škpt. Viktor Kollanda zhotovoval situační mapy pohraničí a během jara 1944 se mu podařilo najít velitele nejméně čtyř oblastních odbojových skupin. Ve Velkých Karlovicích získal Josefa Solanského a pro oblast Horní Lidče úředníka Rudolfa Lenharda kde se nacházelo nejvíce německých stanovišť. Odbojové skupiny podřízené Kollandovi a Wollnerovi vznikly ve Valašské Polance, Lužné, Lidečku, Horním Lidči, Lačnově, Valašské Senici, Poteči, Střelné a Valašských Kloboukách. Pro lokalitu Vsetínských vrchů byl Kollandou velitelem určen Václav Květoň ze Vsetína. Pro zajištění povstání byli štábem Sousedíkových důstojníků získáni také velitelé četnických stanic. Jan Žůrek z Hošťálkové, Jaroslav Surovec z Valašské Polanky, František Nechvátal z Liptálu, Josef Sklenář z Hovězí, František Větrovský z Halenkova, Julius Pospíšil z Nového Hrozenkova a František Pospíšil z Velkých Karlovic. Jednotliví velitelé získávali zpravodajské informace o pohybu a činnosti Němců.
Pro oblast západní části Javorníků získal Kollanda učitele gymnázia Josefa Slámu. Pravděpodobně během léta 1944 vojenský štáb  důstojníků Josefa Sousedíka ve spolupráci s exilovovu vládou dokončil plán vojenského povstání východní Moravy. Mezi členy vojenského štábu, kteří pracovali na Okresním úřadě patřili npor. Otakar Wollner, por. František Juppa, Ladislav Prokeš a Miroslav Ošťádal. Prvním a zásadním úkolem povstalců byl přepad vsetínské Zbrojovky a obsazení celého Vsetína, které se mělo stát centrem povstání. Ambiciózní akce zabezpečená hlavně Sousedíkovou skupinou čítala více než dva tisíce osob. Zpracovaný plán povstání na Vsetíně Sousedík konzultoval nezávisle na ostatních s mjr. Františkem Prášilem. Po nečekaně špatném průběhu Slovenského nár. povstání se plánované „Valašské“ povstání ve Vsetíně, Rožnově, Valašském Meziříčí, Bystřici pod Hostýnem a Vizovicích stále odkládalo. Poslední nahlášený plánovaný termín letecké dodávky nezbytných zbraní prvního sledu 7. říjen se nakonec neuskutečnil. Slovenské nár. povstání skončilo vojenským neúspěchem a všechny plány směřující k osvobození východní Moravy a rychlé porážce Německa, tak byly definitivně zmařeny.

## Zatčení
Škpt. Viktor Kollanda byl zatčen jako první člen Sousedíkova vojenského štábu již v sobotu 21. října 1944 ve zbrojovce v Jablůnce. Josef Sousedík uvedl, že se o příkazu k zatčení
Kollandy díky svým špiónům dozvěděl a varoval jej prostřednictvím odbojáře přímo na pracovišti. Této zásadní informace však Kollanda z neznámých důvodů nevyužil. Kollanda byl nejdříve vyslýchán ve Vsetíně a poté drasticky mučen gestapem. Své spolubojovníky a přátele však neprozradil a důležité informace neposkytl. Velitel odboje Josef Sousedík, byl zatčen ve Vsetíně až 15. prosince na základě zrady konfidenta gestapa a jednoho z největších důvěrníků Sousedíka – Františka Šmída (agenta brněn.gestapa, krycí č.B-105). Stejný den byl Sousedík při útěku z výslechu na Vsetíně smrtelně postřelen členem gestapa Karlem Schiefermüllerem (dle svědectví ředitele zbrojovky Vsetín).

## Tragický konec
Nečekaný spád událostí, který nastal druhého listopadového týdne 1944, šokovaly nejen celý vsetínský okres. Dne 9. listopadu se uskutečnily najednou tři odstrašující veřejné popravy. Prvním místem byla Dolní Bečva, kde byl na své poslední cestě k šibenici společně s dalšími třemi muži „předveden“ velmi ztýraný škpt. Viktor Kollanda. Za místo této extrémně odstrašující veřejné perzekuce si speciální komando přivolané K. H. Frankem vybralo prostor školního hřiště. Vše se odehrálo před zraky učitelky, která musela exekuci přihlížet společně se svými žáky obecné školy. Společně s Kollandou byli popraveni Karel Bubla, Ján Jurčo ze Žamberka a Štěpán Králík z Bratčic u Brna, u kterých se údajně našly vojenské mapy od Kollandy, které měly být po nastudování zničeny.

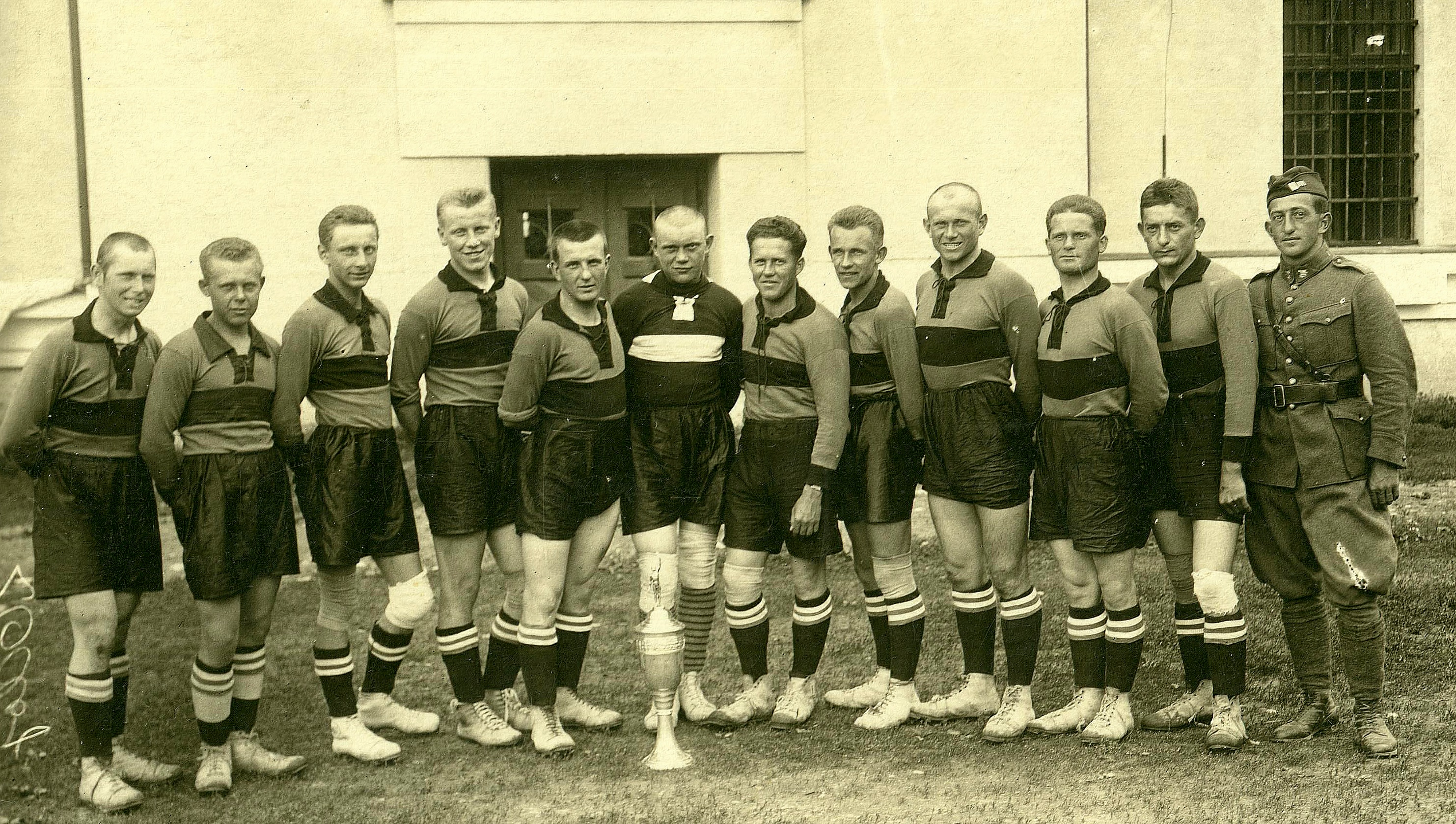
Fotbalová 11 Fryštát 1930 (hraničářský prapor)

## Shrnutí
Štábní kapitán Viktor Kollanda byl stoupenec Masarykových myšlenek a hodnot první republiky. Jako člen evropského literárního klubu byl zásadovým demokratem a kritikem komunistických názorů a politiky KSČ. Jeho synovec Alfred Kollanda (* 1926) uvedl „Můj strýc by se s únorovým převratem 1948 zcela jistě nikdy nesmířil a stal by se nejspíš obětí režimu stejně tak, jako třeba Rudolf Lenhard a mnoho dalších našich skvělých vojáků a důstojníků. Myslím si, že strýc raději zahynul rukou nepřítele, nežli rukou vlastního lidu.“

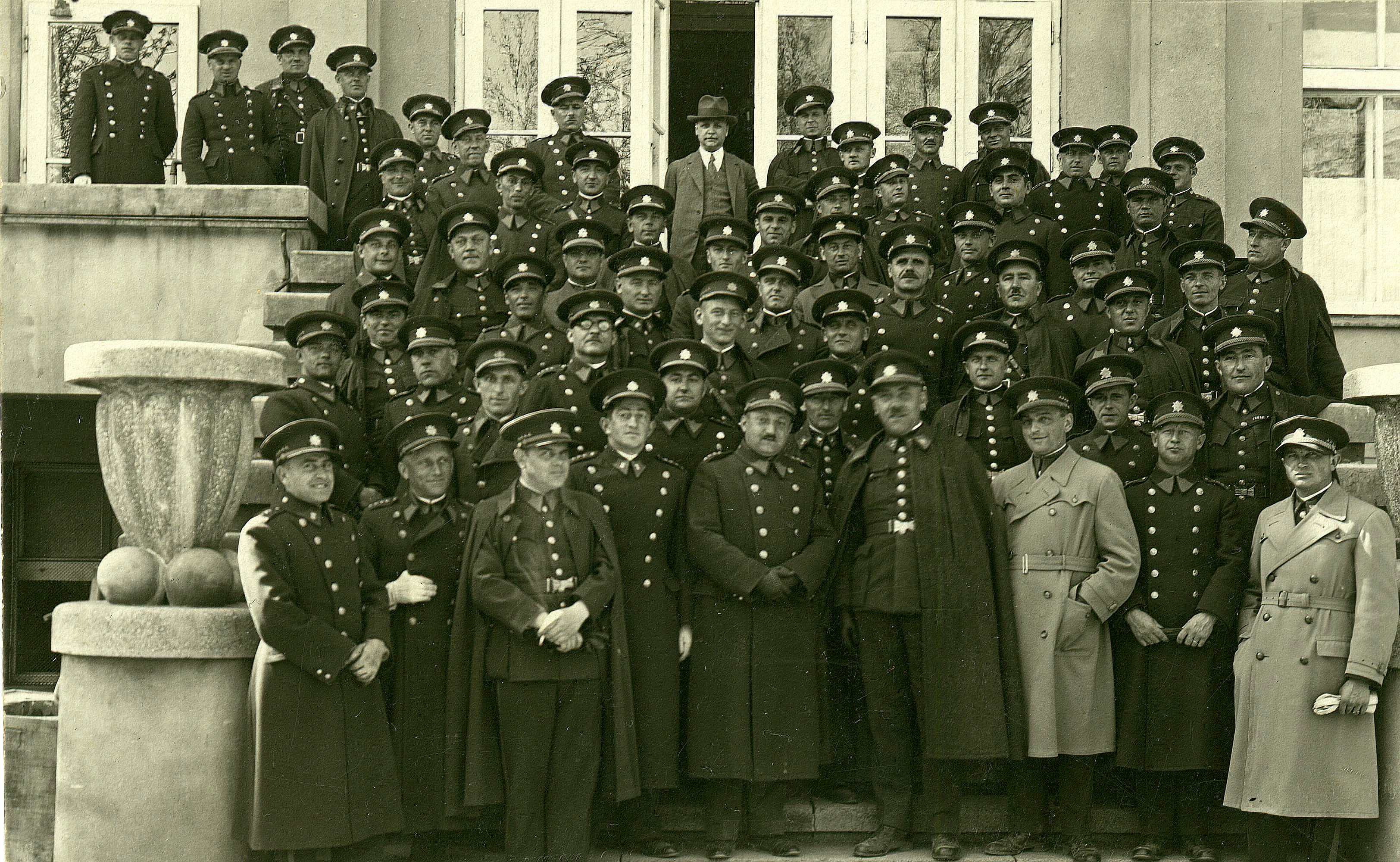
Lázně Poděbrady sbor důstojníků (akademie Hranice)

Viktor Kollanda je významnou osobností celého vsetínského a karlovického odboje. V literatuře a povědomí odborné veřejnosti však nebyl doceněn, stejně tak jako většina odbojářů Sousedíkovy skupiny a v podstatě všech bojovníků napojených na Londýn. V roce 1945 byl štábnímu kapitánovi udělen Čs. válečný kříž a byl povýšen do hodnosti majora. Na základě renominačního návrhu ministerstva obrany z roku 1947 mu byla udělena hodnost podplukovníka. Jeho jméno je vytesáno na pomníku obětem války nejen na Dolní Bečvě, ve Vsetíně, v Jablůnce a Velkých Karlovicích, ale také na akademii v Hranicích a z dosud neznámých důvodů také v Brně Řečkovicích.
Člen Sousedíkovy skupiny Josef Kubičík ve své zprávě na závěr uvedl: „Dočkal jsem se osvobození Vsetína 4. května v 17 hodin. Bylo jen velká škoda, že tuto radost a štěstí nemohli s námi prožívat zasloužení velikáni a mučedníci našeho boje za svobodu, kteří stáli v našich prvních řadách. Jmenovitě Josef Sousedík a škpt. Viktor Kollanda“.